# Cambieure
Cambieure é uma comuna francesa na região administrativa de Occitânia, no departamento de Aude. Estende-se por uma área de 3,19 km² km². Em 2010 a comuna tinha 49 habitantes (densidade: 15,4 hab./km²).